# Pauline Schmitt-Pantel
Pauline Schmitt-Pantel (Vialars, 6 de novembre de 1947) és una historiadora i hel·lenista francesa, professora emèrita d'Història grega a la Universitat de París I Panteó-Sorbona i membre de l'equip d'investigació Antropologia i Història dels Mons Antics (ANHIMA). S'especialitza en l'estudi d'història de gènere, història dels costums i de la política a les ciutats gregues, així com de les qüestions de religió grega. Forma part del comitè científic de la revista Clio.

## Formació
Titular d'un magisteri d'Història grega, l'any 1969 obtingué la seva agregació l'any 1969 i ensenyà Història i Geografia al Liceu Simone-Weil de Saint Étienne i al Liceu Jean-Baptiste-Corot a Savigny-sur-Orge.

### Carrera universitària
L'any 1971 fou ajudant d'Història antiga al campus de Jussieu de la Universitat Denis Diderot, esdevenint més endavant mestre de conferència entre 1977 i 1985 o 1987. Defensà la seva tesi "La ciutat al banquet, història dels banquets públics a les ciutats gregues" a la Universitat de Lió II - Lumière. Entre 1988 i 1997 exercí de professora d'Història grega a la Universitat de Picardia i, entre 1997 i 2010 a la Universitat de París I Panteó-Sorbona. L'any 2010 és jubilà.

## Publicacions seleccionades
- La cité au banquet, histoire des repas publics dans les cités grecques, BEFAR núm. 157, Roma-París, 1997.
- Histoire des femmes en Occident, volum I, ed. Plon, París, 1991, sota la direcció de Georges Duby i Michelle Perrot.
- Le corps des jeunes filles, de l'Antiquité à nos jours, ed. Perrin, París, 2001, amb Louise Bruit-Zaidman, Gabrielle Houbre i Christiane Klapisch-Zuber (editors).
- Histoire grecque, PUF, col. Quadrige, París, 2004, amb Claude Orrieux.
- La religion grecque, ed. Armand Colin, col. Cursus, París, 2007, amb L. Bruit Zaidman.
- Dieux et déesses de la Grèce expliqués aux enfants, ed. Seuil, col. Expliqué à, París, 2008.
- Aithra et Pandora. Femmes, Genre et Cité en Grèce ancienne, ed. L'Harmattan, col. La bibliothèque du féminisme, París, 2009.
- Athènes et le Politique, ed. Albin Michel, París, 2000, amb F. de Polignac (editor).
- Hommes illustres. Mœurs et Politique à Athènes au Ve siècle, ed. Aubier, París, 2009.
- Histoire des mythes grecs. Un cours particulier de Pauline Schmitt Pantel, ed. Frémeaux & Associés, col. PUF/Frémeaux & Associés, Vincennes, 2015.
- Une histoire personnelle des mythes grecs, PUF, París, 2016.